# Ryo Nagai
Ryo Nagai (født 23. maj 1991) er en japansk fodboldspiller, som spiller for den japanske fodboldklub Matsumoto Yamaga FC.